# Луганська єпархія УПЦ (МП)
Луганська єпархія Української православної церкви Московського патріархату (Луганська і Алчевська єпархія) охоплює парафії переважно промислових районів на півдні Луганської області, Україна.

## Історія
Створена в 1944, коли у Ворошиловграді (нині Луганськ) була закладена Ворошиловградська кафедра, на яку був поставлений єпископ Никон (Петін). У 1948 владику перевели до Одеси. Відтак Ворошиловградсько-Донецька єпархія перебувала в юрисдикції одеських архієреїв. Після архієпископа Никона її управляючими були в 1956—1965 митрополит Борис Вік і в 1965—1990 митрополит Сергій Петров.

## Сучасність
У лютому 1990 на кафедру був призначений єпископ Іоанникій (Кобзєв). У 1991 місто відвідав Митрополит Київський і Всієї України Філарет (згодом Патріарх УПЦ КП), сотні луганців зібрались на його службі, що проходила в Петропавлівському кафедральному соборі.
У жовтні 1991 завдяки зростанню кількості парафій Донецько-Луганська єпархія була розділена на дві окремі церковні області. Новоутворена Луганська і Старобільська єпархія залишилася під духовною опікою митрополита Іоанникія.
У травні 2007 р. за рішенням Священного Синоду УПЦ МП єпархія була розділена на дві самостійні: Лугансько — Алчевську і Сєверодонецько — Старобільську.
У Луганській єпархії залишилися такі адміністративні одиниці Луганської області: міста Луганськ, Алчевськ, Брянка, Голубівка, Красний Луч, Первомайськ, Ровеньки, Стаханов, Антрацитівський, Краснодонський, Лутугинський, Новоайдарський, Перевальський, Свердловський , Слов'яносербський і Станично-Луганський райони.
5 січня 2013 року була створена самостійна Ровеньківська єпархія шляхом виділення зі складу Луганської в межах Антрацитівського, Сорокинського, Лутугинського і Довжанського районів і прилягаючих міст обласного підпорядкування Луганської області.

## Архієреї луганських єпархій

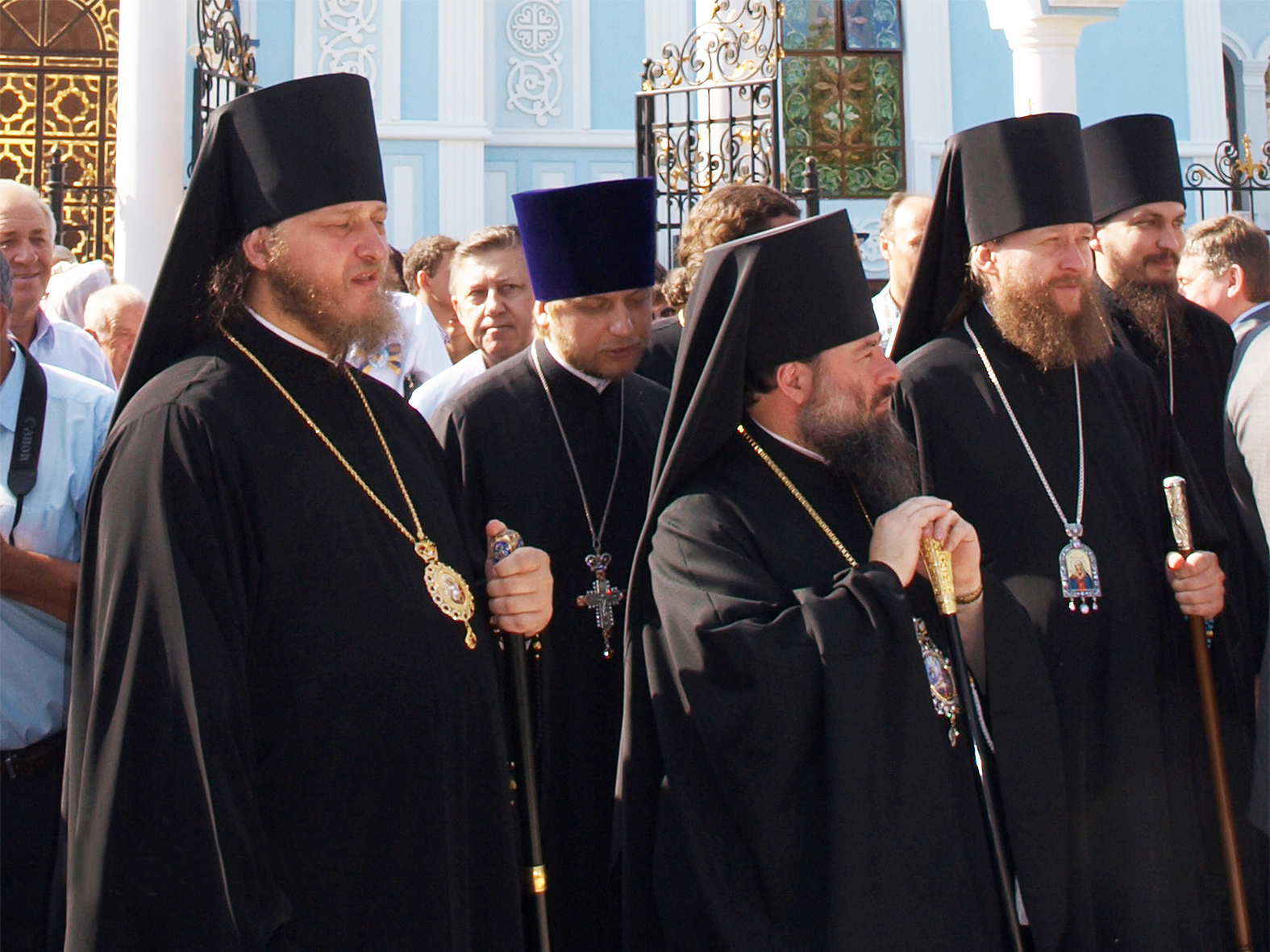
Єпископ Сіверодонецький і Старобільський Никодим (Барановський) (1-й зліва), митрополит Луганський й Алчевський Митрофан (у центрі), єпископ Ровеньківський та Свердловський Пантелеймон (Поворознюк) (2-й справа)

Ворошиловградська єпархія (1944—1948)
- Никон (Петін) (21 травня 1944—1945)

Ворошиловградсько-Донецька єпархія в складі Одеської єпархії (1948—1990)
- керуючий єпископ Одеський Никон (Петін) (1948—1956)
- керуючий митрополит Одеський Борис (Вік) (1956—1965)
- керуючий митрополит Одеський Сергій (Петров) (1965—1990)

Ворошиловградський вікаріат Одеської єпархії (1958—1959)
- Донат (Щеголєв)

Ворошиловградсько-Донецька єпархія під прямим підпорядкуванням Московської патріархії
- єпископ Пимен (Ізвєков), майбутній патріарх РПЦ

Донецько-Луганська єпархія (1990—1991)
- Іоанникій (Кобзєв)

Лугансько-Старобільська єпархія (1991—2007)
- Іоанникій (Кобзєв)

Лугансько-Алчевська єпархія (з 2007)
- Іоанникій (Кобзєв) (6 вересня 1991 — 20 липня 2012)
- Митрофан (Юрчук) (20 липня 2012 - 18 червня 2021)
- Пантелеймон (Поворознюк), митрополит Ровеньківський та Свердловський, в.о. (19 червня 2021 - 17 серпня 2021)
- Пантелеймон (Поворознюк) (з 17 серпня 2021)

Ровенківський вікаріат Лугансько-Алчевської єпархії (з 2009)
- Володимир (Орачов) (24 листопада 2009 - 23 грудня 2010)
- Никодим (Барановський) (20 липня 2012 - 5 січня 2013)

Біловодський вікаріат Лугансько-Алчевської єпархії (з 2019)
- Павло (Валуйський) ( з 9 грудня 2019)

## Монастирі
У складі єпархії до поділу діяло три монастиря:
- Монастир на честь Андрія Первозваного, чоловічий, відкритий при парафіяльному храмі в 2002 р., село Першозванівка, Лутугинський район.
- Свято-Сергієвський монастир, чоловічий, заснований у 2003 р., місто Кремінна.
- Старобільський монастир на честь ікони Божої Матері «Всіх скорботних Радість», жіночий, заснований у 1863 р. як жіноча громада, що була перетворена в 1886 р. у монастир, закритий у 1921 р., відновлений у 1992 р., місто Старобільськ.

## Галерея

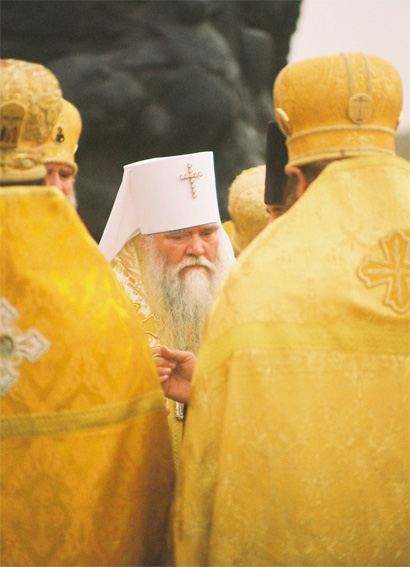
Митрополит Луганський і Алчевський Іоанникій у 1991-2012
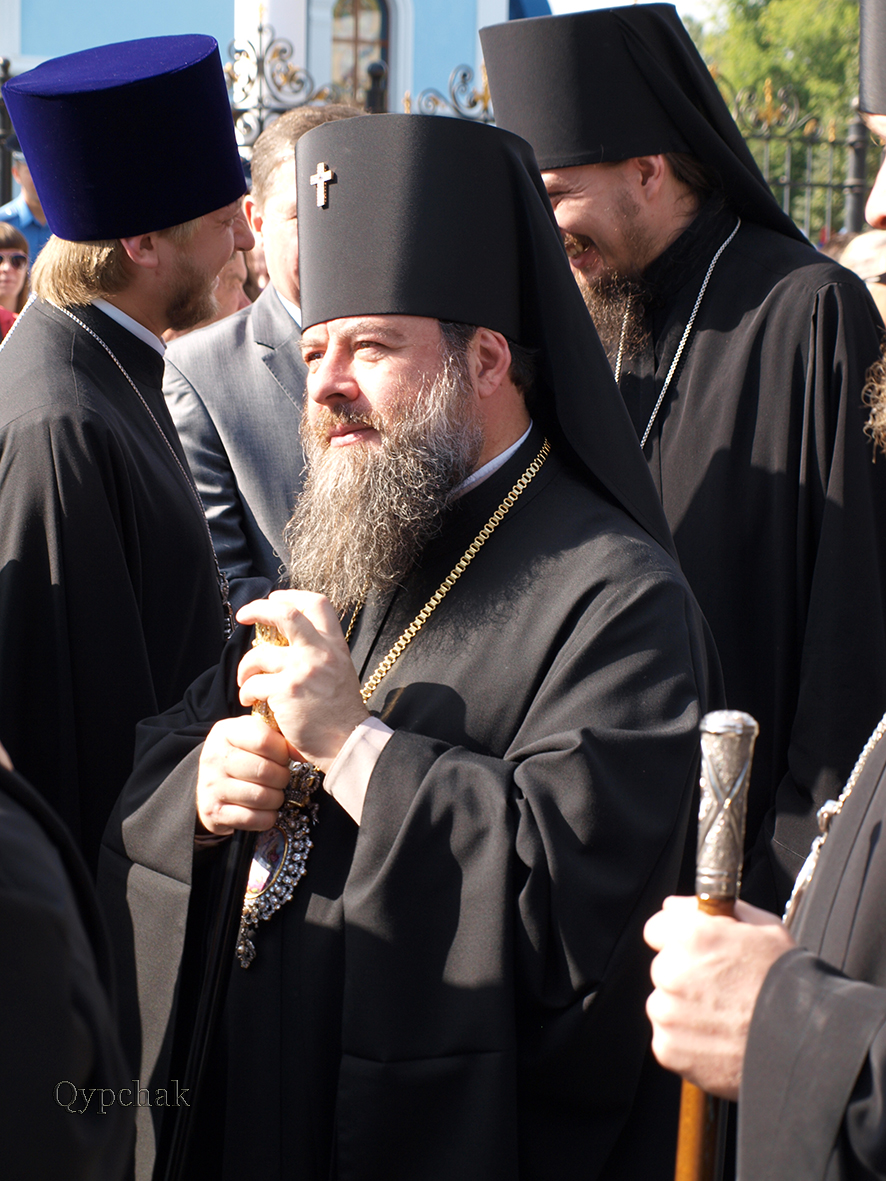
Митрополит Луганський і Алчевський Митрофан